# 복음서기자

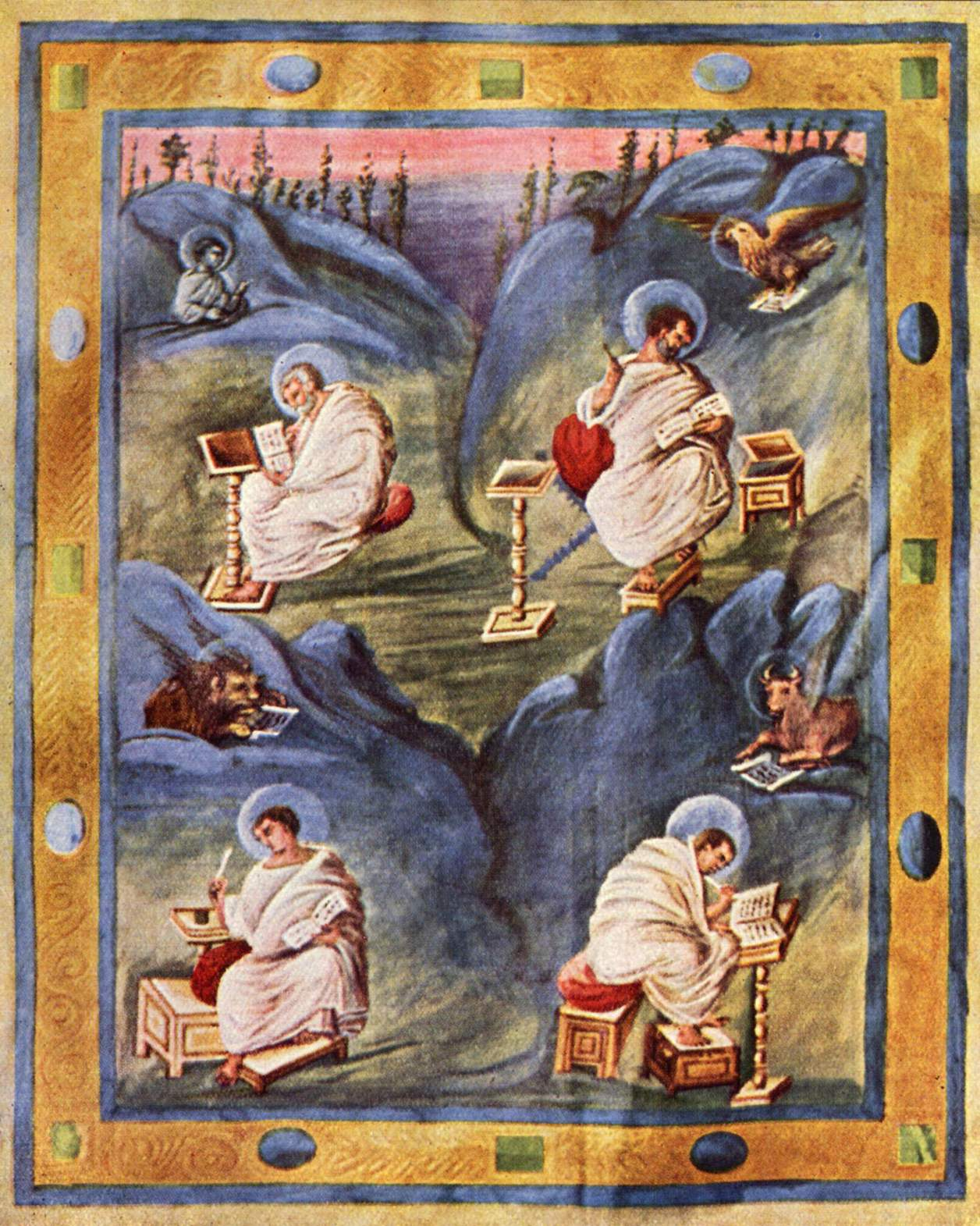
4명의 복음서기자와 그 상징(Karolingische Buchmalerei에 의함)

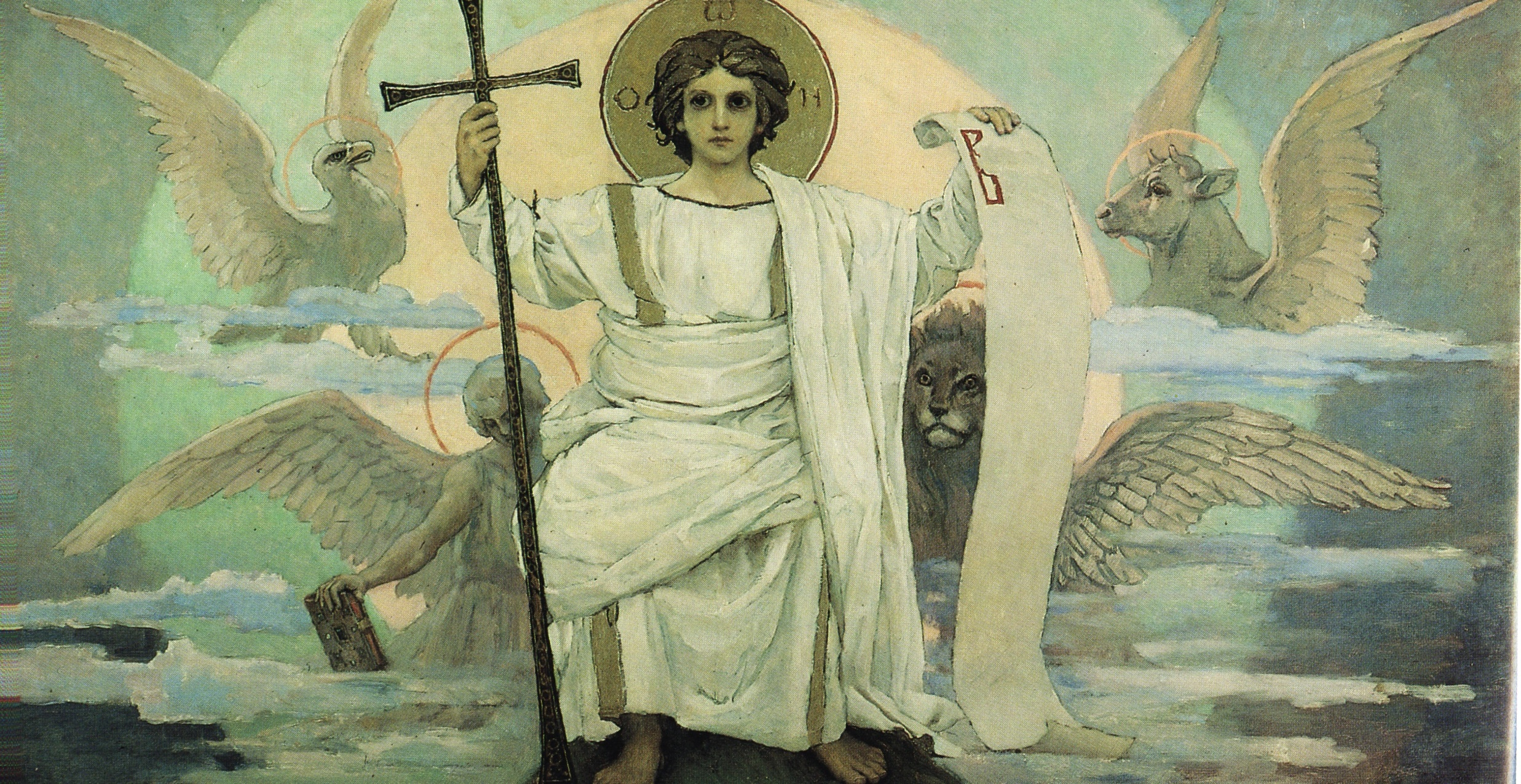
빅토르 바스네트후 「신언과 신의 아이」(트레티야코프 미술관 창고)
「신언」이란 희랍어의"λόγος"(로고스)의 한문 번역이며, 하리스트스(그리스도). 소년과 같은 모습이지만 제목대로 하리스트스를 그린 것. 주위에 복음기자를 나타내는 4종의 상징이 그려지고 있다. 러시아의 대성당의 프레스코화를 위해서 준비된 회화. 같은 구도를 취한 성화상이 니코라이당 안에 내걸려 있다.

복음서기자(福音書記者, 독일어:Evangelist)는 크리스트교의 「신약 성서」에 포함된 네 개의 정경 「복음서」의 기자를 가리킨다. 따라서, 전통적인 견지에서는 4명의 복음서기자가 있다. 「마르코 복음서」의 마르코, 「마태 복음서」의 마태, 「루가 복음서」의 루가, 그리고 「요한 복음서」의 기자 요한이다. 복음사가·복음서저자라고도 한다. 일본 정교회에선 성인의 칭호로서 복음기자 혹은 복음자라고 칭해진다.
현대엔 네 문서의 저자의 통칭으로서 신약 성서학 등에서 사용되는 한편, 크리스트교 신앙의 현장에서는 전통적인 용법도 지켜지고 있다.

## 개설

### 사도로서의 기자
크리스트교에서 4 복음서가 정경으로 여겨진 것은 4세기의 일이며, 전통적으로, 크리스트교에서 이러한 넷의 「복음서」는, 예수 그리스도의 직제자로 사도로 불리는 사람들이 저자라고 생각해졌다(루가와 마르코는 다소 다르지만, 마태와 요한은, 예수의 사도 속의 두 명이라고 전승에서 생각됐다).
이것들이 성서 정경으로서 인정된 것은, 그것이 사도의 권위를 가지고 있었기 때문이다. 사도 바울로는, 마태오 복음서, 루가 복음서가 구약 성서와 같은 권위를 가지고 있다고 인정했다(제일 테모테5:18). 또, 클레멘스의 편지로, 이자야서와 마태의 복음서가 동등의 권위로서 인용되고 있다.
이레네우스는, 성서가 이미 가지고 있는 권위에 근거해, 교회는 성서 정경을 승인하고, 보존해, 받아들였다.

## 복음서기자의 상징

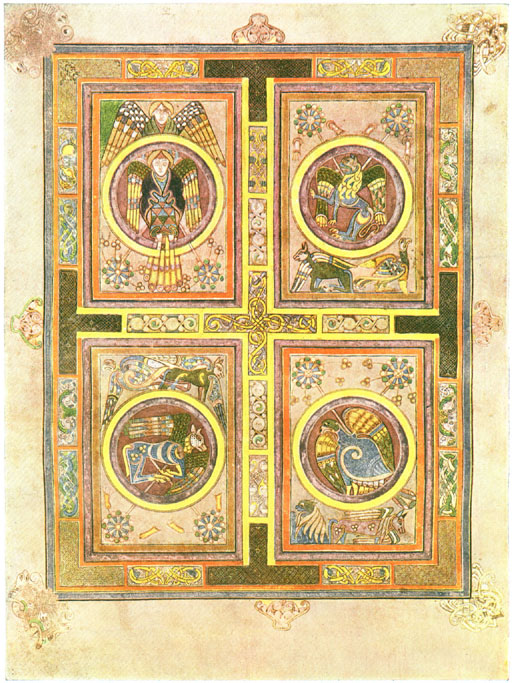
복음서기자의 상징

네 명의 복음서기자들은, 전통적 크리스트교 미술의 상징 표현에서는, 3종류의 동물과 한 명의 인간의 모습으로 표현되었다. 그 편성은 동서에서 약간 다르다. 이하 서방 교회에서의 예를 나타낸다.
- 마르코-사자
- 마태-사람(천사)
- 루가-숫소
- 요한-독수리

### 성서의 상징의 기원
4 복음서기자 각각의 상징의 기원은, 「신약성경·요한의 묵시록」의 제4장 6절-8절에 기록되고 있는 요한의 환상인, 신의 옥좌의 주위에 앞두는, 4종류의 천사의 기술로부터 와있다고 생각할 수 있다.
요한은, 6매의 날개를 가져, 다수의 눈을 가지는 천사적인 생물이 옥좌의 주위에 앞두고 있었다고 기술하고 있어, 그 모습은, 제1이 사자, 제2가 숫소, 제3이 사람의 얼굴, 제4가 독수리와 같은 모습이었다고 하고 있다. 요한이 환시한 것은, 「사자로서의 천사」가 아니고, 정체 불명한 천적 존재로서의 천사이다.
또, 「구약성경 에제키엘서」에도, 예언자 에제키엘이 불가해한 4체(네 명)의 천적 존재를 만났던 것이 기술되고 있으며 그것은 사람의 모습을 가지지만, 4매의 날개를 가져, 각각 네 개의 얼굴을 가지고 있었다고 여겨진다(「에제키엘서」 제1장). 이 네 개의 얼굴은, 「사람의 얼굴」, 「사자의 얼굴」, 「소의 얼굴」, 「독수리의 얼굴」이었다고 여겨진다.
인간도 포함하고, 4 종류의 생물은, 크리스트교의 해석에 있고, 「사람」은 인간으로서의 그리스도의 탄생, 「소」는 십자가의 형사의 희생의 동물, 「사자」는 부활의 그리스도, 그리고 「독수리」는 승천의 그리스도라고 해석되었다.

### 히에로니무스의 해석
「우르가타 성서」를 번역·편찬한 히에로니무스는, 각각의 복음서기자가 적은 「복음서」의 특징으로부터, 이러한 상징의 의미를 설명했다.
「마태 복음서」는, 인간 예수 그리스도의 소개와 그의 인간으로서의 조상의 계보의 기술로부터 그 복음서를 적고 있다. 그러므로, 「날개 있는 사람」이 마태의 상징이 된다. 또, 「마르코 복음서」에서는, 세례자 요한이 최초로 등장하는 것이며, 그는 사막의 사자이다. 그러므로, 「날개 있는 사자」가 마르코의 상징이 된다.
한편, 「루가 복음서」는, 어머니 마리아가 어떻게 예수를 가졌는지를, 엘리사벳과 사제 즈가리야의 이야기로 기술하고 있어, 즈가리야는 사제로서 희생의 소의 역할을 가지고 있다. 그러므로, 「날개 있는 소」가 루가의 상징이 된다. 그리고 「요한 복음서」는, 그 첫머리에서 「처음에, 로고스(말)가 있었다」라고 쓰기 시작하고 있다. 「말」은 만물을 넘는 높은 곳에서, 하늘을 걸어 지상으로 방문했다. 그러므로, 「독수리」가 요한의 상징이 되는 것이다.

## 신약 성서학의 기자
근대에서 근세에 걸쳐, 「신약 성서」를 문헌학적·역사학적으로 음미해, 고찰하는 연구가 일어났다. 19세기에는, 고등 비평으로 불리는 신약 성서학이 성립해, 역사적으로 누가 이러한 복음서의 저자인지, 각 복음서의 성립의 사정이나, 상호 관계를 조사해 가는 가운데, 각각의 복음서의 문서로서의 성립이, 서기 1세기 후반부터 2세기 초두에 걸쳤다고 주장되었다.
이 때문에, 전통적인 예수의 직제자인 사도가 복음서의 저자라는 견해는 정정되어 마르코, 마태, 루가, 요한의 네 명은, 실제로 복음서를 쓴 사람의 이름이 이러한 것이었는가는 별로, 직제자인 사도, 또는 사도의 제자등이 아니고, 각각 입장을 달리하는 원시 크리스트교의 신도 내지 신도 집단이었다고 생각할 수 있었다.
또, 마르코, 마태, 루가의 세 복음서는, 그 기술 내용에 대해, 유사한 예수의 말 등이 포함되어 서로 비교해 볼 수 있어, 공관복음서로 불리지만, 이러한 공통되는 예수의 말의 배경으로, 선행하는 「Q」(독일어 「Quelle=자료」의 머리 글자)로 불리는 「예수의 어록집」이 존재하는 것을 생각할 수 있었다.
현재는, 세 명의 복음서기자, 그리고 요한도 또, 이 「Q자료」를 참조하고 있는 것은 확실하다고 되어 여기로부터, 복음 서기자들은, 「Q」와 같은 어록집이나, 예수의 기적 이야기집등을 바탕으로, 편집에 의해서 복음서를 만들었다는 것이 확인되었다. 이것은, 고래부터 문헌에 그 이름이 알려져 있었지만, 역사적으로 전승되어 있지 않았던 「토마스 복음서」가, 「나그함마디 문서」의 발견과 함께, 사본 속에서 찾아내진 것에 의해, 더욱 증명을 얻을 수 있었다.
네 명의 복음 서기자는, 선행하는 여러 가지 자료를 바탕으로, 복음서를 편집했다고 해도, 각각 다른 그리스도 이해나, 교회 이해, 교의 해석을 가지고 있어 독자적으로 집필되었던 것에는 혐의가 없다. 각각의 복음서의 기자가 혼자서 있었는지, 또는 복수의 사람의 공동 집필인가 논의가 있지만, 내용의 일관성부터, 거의 한 명의 집필자가, 각각의 복음서를 집필했다고 현재는 생각되고 있다.
덧붙여 「루가 복음서」의 기자인 루가는, 기사의 내용이나 사상적 입장, 또 문체 등으로, 「사도행전」의 기자이기도 하다고 생각되고 있다.(또, 「요한의 묵시록」의 필자와 「요한 복음서」의 기자 요한은, 전승에서는 동일 인물이라고 되어있었지만, 현재는, 사상적으로도 문체적으로도, 완전히 딴사람이라고 평가한다).

## 카를 융의 상징 해석
분석 심리학을 제창한 카를 융은, 신성수에는, 「3」과 「4」가 있어, 「3」은 남성 목표 신성수로, 「4」는 여성 목표 신성수, 그리고 「4」는 우주의 「보편수」라고 했다. 크리스트교는, 남성계 종교이기 때문에, 삼위일체로 보여지듯이, 「3」을 신성수라고 하지만, 그러나 그 크리스트교의 내부에도, 「4」의 신성수가 사용되고 있다고 하여, 복음서기자가 네 명인 것, 그것들이, 질서로 배치되어 있는 것을 들었다.
융은 마음의 기능 유형이라는 것을 또 제창해, 인간의 마음은, 「사고」 「감정」의 두 개의 합리 기능과 「감각」 「직관」의 두 개의 비합리적 기능,  아울러 네 개의 마음의 기능이 있다고 했다. 인간은, 이 네 개의 심리적 기능 가운데, 어느쪽이든 하나를 「주요 기능」으로서 사용한다고 여겨져 인간은, 주요 기능은 자주 발달시키고 있지만, 이 밖의 기능은 미발달로 무의식적인 것이 일반이라 했다.
그것을 나타내는 예로서 융은 네 명의 복음서기자가 상징으로 표현될 때, 그 안의 한 명만이 「인간」으로 나타내져 나머지는 동물로 상징되고 있는 것을 지적해, 인간으로 상징되는 것이, 마음의 주요 기능에 대응해, 동물로 상징되는 것은, 미발달로 무의식적인 나머지 세 개의 기능이라고 했다.
복음서기자의 전통적 상징에서는, 인간을 상징으로 하는 것은 마태이지만, 마태가 특히, 복음 서기자 속에서 탁월하다는 의미는 아니다.

## 같이 보기
- 복음서
- 마태 『마태 복음서』
- 마르코 『마르코 복음서』
- 루가 『루가 복음서』
- 요한 『요한 복음서』